# Церковь Сан-Кассиано
Церковь Сан-Кассиано, Сан-Кассан (итал. San Cassiano; диал. венето: San Cassan) — римско-католическая церковь в Венеции, расположенная в сестиере (районе) Сан-Поло.
Церковь освящена в честь святого Кассиана из Имолы. Святой Кассиано — преподавал грамматику и литературу. Около 303 года приговорён римским судом к смерти за проповедь христианской веры. В церкви находится картина Антонио Балестры изображающая это событие.

## История
Церковь, вероятно, была построена в X веке, хотя некоторые источники сообщают о существовании на том же месте церкви, датируемой 726 годом. Вначале храм был посвящён Святой Цецилии Римской. В 926 году семьями Михиэля, Миани и Миотто была осуществлена перестройка церкви. В 1105 году она была сильно повреждена пожаром. В 1188 году церковь была передана под защиту Святого Престола и также освящена в честь Святого Кассиана. Затем последовали другие перестройки. Официальное освящение датируется 25 июля 1367 года. В 1611 году состоялась последняя реконструкция, которая, однако, коснулась только внутреннего убранства церкви. В XIX веке было решено разобрать портик, обрамлявший фасад.

## Архитектура
К церкви примыкает колокольня XIII века. Внешне церковь Сан-Кассиано выполнена в [[Стиль (искусство) |стиле строгого римского барокко. Главный фасад со слегка подчёркнутыми выступами лишён какого-либо декора и покрыт серой штукатуркой, за исключением нижней части, соответствующего центральному нефу, имеющего основание из каменных блоков.
Правый боковой фасад имеет оригинальную композицию: он разделён на три сектора четырьмя тосканскими пилястрами, которые поддерживают неполный антаблемент; в каждом имеется большое полуциркульное окно. Слева от церкви стоит романская колокольня XIII века с звонницей, которая открывается наружу тройным стрельчатым окном с каждой стороны. Эта последняя часть колокольни датируется 1350 годом и выполнена в стиле «византо-готик» (стиле византийской готики).

## Интерьер
Интерьер церкви Сан-Кассиано, богато украшенный лепниной в стиле барокко, имеет прямоугольный план с тремя зальными нефами (одинаковой высоты), перекрытыми крестовыми сводами и разделенными двумя рядами коринфских мраморных колонн.
Свод расписан Костантино Чедини (художником рубежа XVIII и XIX веков, работавшим под влиянием Тьеполо) «Слава Святой Цецилии и Святого Кассиана». Спереди и позади большой потолочной росписи находятся две монохромные картины работы Чедини, изображающие Мученичество Святого Кассиана и Мученичество Святой Цецилии. Две другие монохромные картины, возвышающиеся над двумя капеллами по сторонам пресвитерия, принадлежат тому же автору. На правой изображена самаритянка у колодца, на левой — Агарь с ангелом и Измаилом.
В пресвитерии находится главный алтарь со статуями и рельефами работы немецкого скульптора Энрико Меренго (Генриха Майринга). В мраморном антепендиуме размещены три рельефа: «Ужин в Эммаусе», «Тайная вечеря» и «Христос в доме фарисея Симона» работы Томмазо Руеса. В алтаре находится картина Тинторетто, изображающая Воскресение Христа со святыми Кассианом и Цецилией. По сторонам, также имеются произведения Якопо Тинторетто, справа находится «Сошествие в лимб», а слева — «Распятие». Эти работы были заказаны Скуолой Святого Причастия (Scuola del Santissimo Sacramento). Над боковыми алтарными образами Тинторетто возвышаются два люнета, написанные неустановленным автором, возможно, Костантино Чедини, посвящённые культу Святого Причастия.
Капелла справа от пресвитерия известна как «Капелла Посещения Святой Марией Елизаветы», в честь Скуолы Посещения (Scuola della Visitazione). Здесь мы видим три работы Леандро Бассано: над алтарем «Встреча Елизаветы и Марии», слева «Благовещение святому Захарии», справа «Рождение Иоанна Крестителя». Также изображены двенадцать братьев Скуолы. Эпизоды взяты из Евангелия от Луки. Капеллу венчает купольный потолок, расписанный неизвестным художником (возможно, Чедини).
Капелла слева от пресвитерия, богато украшенная полихромным мрамором, была заказана аббатом Карло дель Медико в 1756 году также при поддержке Скуолы Святого Причастия. Вверху в центре, среди белых облаков, виден треугольник — символ Пресвятой Троицы. Над алтарем помещена алтарная картина Марианны Анджели Пасколи (1790—1846), на которой изображены Мадонна с Младенцем, Маргарита Мария Алокок и другие французские святые. Маргарита Мария Алакок — французская святая, учредительница культа «Святейшего Сердца Иисуса» («Сакре-Кёр»).
В пространстве правого нефа ранее находился знаменитый алтарь работы живописца Антонелло да Мессина, заказанный Пьетро Боном, известный как Алтарь Сан-Кассиано. Его центральная часть ныне хранится в коллекции Музея истории искусств в Вене.
В этом храме погребён писатель и драматург граф Карло Гоцци, но его надгробие не сохранилось.
- Кампанила (колокольня) церкви
- К. Чедини. Слава Святой Цецилии и Святого Кассиана. Роспись плафона
- Тинторетто. Распятие
- Тинторетто. Воскресение
- Тинторетто. Сошествие в лимб